# Semiramide riconosciuta (Metastasio)
Semiramide riconosciuta ist ein Opern-Libretto in drei Akten von Pietro Metastasio. Erstmals aufgeführt wurde es in der Vertonung von Leonardo Vinci am 6. Februar 1729 im Teatro delle Dame in Rom. Mit weniger als vierzig Vertonungen erreichte es unter seinen Werken eine durchschnittliche Popularität.
Eine deutsche Übersetzung des Librettos von Johann Anton Koch erschien 1771 unter dem Namen Die erkannte Semiramis im dritten Band seiner unvollendet gebliebenen Gesamtausgabe Des Herrn Abt Peter Metastasio Kayserl. Königl. Hofpoetens Dramatische Gedichte. Die Übersetzung einer anderen Libretto-Fassung veröffentlichte er 1776 unter dem Namen Semiramis, abgeändert im achten Band.

## Handlung
Das Libretto handelt von Semiramis, der legendären Königin von Assyrien und Gründerin der Stadt Babylon, die hier als Mann verkleidet unter dem Namen ihres Sohnes Nino auftritt. An ihrem Hof findet die Wahl des Bräutigams für die baktrische Prinzessin Tamiri statt, wozu sich drei Bewerber eingefunden haben. In der komplexen Handlung gibt es mehrere unter falschem Namen auftretende Figuren, und auch die Vorgeschichte spielt eine wichtige Rolle.

„Es ist aus der Geschichte bekannt, daß Semiramis von Ascalon, deren Mutter eine Brunn-Nimphe, ihre Ernährerinnen aber, Tauben gewesen seyn sollen von Nino dem König von Aßirien zur Gemahlin erwählet worden, daß sie nach dessen Tod in männlichen Kleidern geherrschet indeme sie, mit Beyhülfe der Aenlichkeit ihrer beyder seitigen Gestalt, und weilen das Frauenzimmer in Asia gar wenig, gesehen wird, für ihren jungen Sohn Ninum außgabe, und daß, da sie eine Frau zu seyn erkannt wurde, ihre Unterthanen wegen ihre schon ehrfahrenen Klugheit, und Tafferkeit halber, sie auf dem Thron bestättiget haben.
Die haupt Vorstellung dieses Schau-Spiels ist die Erkanntnuß der Semiramis darzu man der Gelegenheit halber, und zugleich, umb die Unwahrscheinlichkeit ihres Fabelhafften Ursprungs zu heben, gedichtet, daß sie eine Tochter des Königs in Egypten Vesoris, Und eine Schwester deß von Kindheit auf dem Hof des Bactrianischen Königs Zoroasters, Mirteus zugleich aber in Scitalces einen Prinzen von einem Theil Indiens, welcher unter dem verstellten Nahmen Hidreni an dem Hof des Vesoris ankame,  verliebt wäre, da sie, solchen nicht von ihren Vater erhalten, mit ihme die Flucht genommen; daß dieser in der nämlichen Nacht, da sie mit einander entwichen, sie aus einer heftigen Eyfersucht (welche sein verstellter Freund, und nicht geglaubter Mit Buhler Sibaris durch Verrätherey in ihm erwecket[)], sie in den Nilfluß geworffen; daß so dann sie dieser Gefahr dennoch entronnen und nachdeme sie als unbekannt herum gereiset mit ihr die Hieroben angeführte, völlige Geschicht vorgefallen seye.
Der Schauplatz der Vorstellung ist Babylon, allwo verschiedene Prinzen, um die Tamiris, eine der Semiramis unterworffene Erb-Prinzeßin des Bactrianischen Throns zur Braut anzubegehren, zusammen kommen, diese Semiramis aber den Ninum vorstellet.
Die Zeit ist der von Tamiris zur Benennung ihres Gemahls bestimmte Tag, welches (weilen eben am solchen viele auswärtige Prinzen, theils um sie zu erhalten, theils, den Pracht zu sehen, sich allda einfinden,) die wahrscheinliche Gelegenheit an die Hand giebt, daß auch Semiramis an gedachten Orth, und Tag mit ihren Bruder Mirteus ihrem geliebten Scitalces und dem Verräther Sibaris zusammen treffen, und daß eben aus sothaner Zusammenkunft die Nothwendigkeit ihrer Entdeckung entstehe.“

Die folgende Inhaltsangabe basiert auf der 1782 von Antonio Salieri vertonten Fassung des Librettos.

### Vorgeschichte

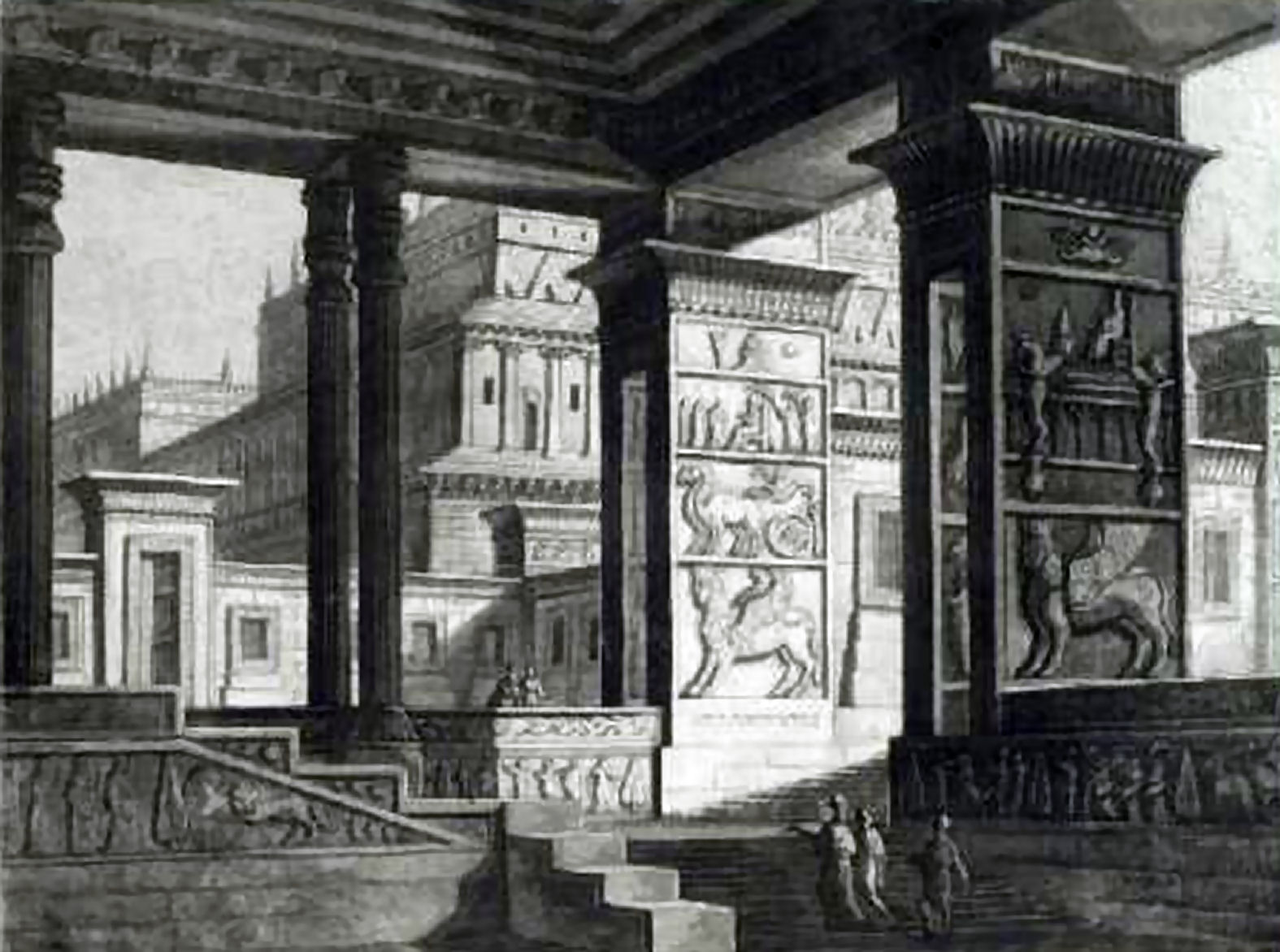
Bühnenbild von Antonio Basoli für die Oper von Giacomo Meyerbeer, Bologna 1820

Die ägyptische Prinzessin Semiramide (Semiramis) hatte ein Liebesverhältnis mit einem indischen Prinzen, den sie unter dem Namen Idreno kennengelernt hatte. Als ihr Vater sie zur Heirat mit dem numidischen König zwingen wollte, floh sie mit ihrem Geliebten. Sie wurden jedoch verfolgt und umstellt. In diesem Moment wandte sich Idreno unerwarteterweise gegen sie, stach mit dem Dolch auf sie ein und warf sie in den Nil. Sie überlebte jedoch und gelangte nach einer abenteuerlichen Flucht schließlich nach Assyrien. Dort verliebte sich König Nino in sie und nahm sie zur Frau. Sie bekamen einen Sohn, den sie ebenfalls Nino nannten. Als der König starb, gab Semiramide vor, selbst dieser Sohn Nino zu sein und herrschte seitdem unter dessen Namen als Mann verkleidet in Babylon über die Assyrer.

### Erster Akt
Große Vorhalle des königlichen Palasts am Ufer des Euphrat
Auf einer Seite steht ein Thron, links in der Nähe davon ein etwas niedrigerer Sitz für Tamiri. Dem Thron gegenüber stehen drei andere Stühle. In der Mitte befindet sich an Altar mit einer Statue des chaldäischen Gottes Belus; im Hintergrund ist eine große gangbare Brücke mit Statuen zu sehen, am jenseitigen Ufer ein Soldaten-Zeltlager.
Die baktrische Prinzessin und Thronerbin Tamiri ist auf der Suche nach einem geeigneten Ehegatten. Sie hat die Bewerber nach Babylon an den Hof Semiramides geladen, um dort ihre Wahl zu treffen. Auch der Ägypter Sibari ist in Babylon eingetroffen. Weil er Semiramide noch aus ihrer Zeit in Ägypten kannte, bleibt ihm ihre Identität mit König Nino nicht verborgen. Er verspricht ihr jedoch, das Geheimnis zu wahren. Bereits in Ägypten hatte er sich heimlich in sie verliebt, und an seinen Gefühlen hat sich nichts geändert.
Die drei um Tamiri werbenden Prinzen treten nun nacheinander auf. Zuerst stellt sich der Ägypter Mirteo vor. Er ist Semiramides Bruder – aber weil er in Baktrien aufgewachsen ist, erkennen sich die beiden nicht. Als seine größten Vorzüge nennt er Seufzer, Tränen, Ehrfurcht und Treue. Tamiri ist wenig beeindruckt von seiner Weinerlichkeit. Seine Rede wird mehrfach vom ungeduldigen zweiten Bewerber, dem skythischen Prinzen Ircano, unterbrochen, der dafür von Nino/Semiramide zurechtgewiesen wird. Er wirbt mit den entgegengesetzten Eigenschaften, seiner Abhärtung und diversen Kämpfen gegen Menschen und wilde Tiere. Tamiri hält ihn entsprechend für grausam und wunderlich. Der dritte Bewerber, der indische Prinz Scitalce, ist in Wirklichkeit Semiramides früherer Geliebter Idreno, der jetzt unter anderem Namen auftritt. Beide erkennen sich sofort, wahren aber ihre jeweilige Tarnung. Nino/Semiramide warnt Tamiri vorsichtig, dass sie Scitalce für einen Betrüger halte, aber er gefällt Tamiri dennoch. Bevor Tamiri ihre Entscheidung bekanntgibt, schwören die Bewerber, das Urteil friedlich anzuerkennen. Scitalce und Mirteo schwören beim Altar; nur Ircano verweigert dies und schwört bei seinem Säbel. Obwohl Tamiri sich bereits entschieden hat, verschiebt Nino/Semiramide die Bekanntgabe auf den Abend.
Nach dieser unerwarteten Begegnung mit seiner früheren Geliebten Semiramide ist Scitalce ganz in Gedanken versunken. Tamiri bemerkt das und fragt ihn daher, ob er seine Bewerbung wirklich ernst meine. Er gibt ihr jedoch keine klare Antwort und entfernt sich. Anschließend preist Ircano ihre Schönheit mit so ungeschickten Worten, dass sie glaubt, er mache sich über sie lustig. Nachdem sie gegangen ist, prahlt Ircano vor Mirteo damit, Tamiri bereits für sich gewonnen zu haben. Mirteo glaubt jedoch, durch Liebe und Geduld mehr erreichen zu können als mit Stolz und Grobheit.
Hängende Gärten
Scitalce teilt Sibari mit, dass er Ninos wahre Identität kennt. Er erzählt ihm von ihrer Flucht aus Ägypten: Ihre Verfolger, darunter sein Nebenbuhler bei Semiramide (in Wirklichkeit Sibari selbst), hatten sie eingeholt und umstellt. Wütend über die Treulosigkeit Semiramides habe er sie erstochen und sich anschließend gerettet. Als Beweis für ihre Untreue hat er noch das Schreiben, das er damals von Sibari erhalten hatte. Die beiden versprechen sich, ihre Geheimnisse zu wahren.
Scitalce stellt seine vermeintlich untreue ehemalige Geliebte Semiramide zur Rede. Um ihr zu zeigen, wie wenig er von ihr hält, bittet er sie, ihm bei seiner Werbung um Tamiri zu helfen. Sie geht zum Schein darauf ein und schickt ihn fort, weil Tamiri kommt. Scitalce tritt jedoch nur etwas beiseite, um das Gespräch mitanzuhören. Nino/Semiramide teilt Tamiri mit, dass sie vergebens versucht habe, Scitalces Liebe zu ihr zu erwecken. Er sei treulos und nicht würdig, geliebt zu werden. Scitalce kommt hervor, und als Tamiri ihn fragt, warum er dann um sie werbe, erklärt er ihr mit überschwänglichen Worten seine Liebe. Tamiri weiß nicht recht, was sie davon halten soll. Sie kann nicht glauben, dass er so grausam ist, wie Nino/Semiramide behauptet.
Nino/Semiramide verrät Ircano und Mirteo, dass sich Tamiri bereits für Scitalce entschieden habe und fordert sie auf, sich mehr um sie zu bemühen. Ircano plant nun, Scitalce zu ermorden. Er versucht, Mirteo als Komplizen zu gewinnen, aber dieser will mit einer solchen Tat nichts zu tun haben.

### Zweiter Akt
Königlicher, zur Nacht beleuchteter Saal
Ein großer gedeckter Tisch in der Mitte mit vier Stühlen an den Seiten und einem vorne. Verschiedene Kredenztische mit goldenen und silbernen Gefäßen stehen an beiden Seiten.
Auch Sibari hat vor, Scitalce zu töten. Der Landessitte gemäß wird Tamiri dem auserwählten Bewerber den ersten Trunk reichen. Deshalb hat er den entsprechenden Becher vergiftet. Als Ircano auf der Suche nach Scitalce mit gezücktem Schwert hereinstürmt, erklärt Sibari ihm seinen Plan und zieht ihn auf seine Seite. Nino/Semiramide, Tamiri, Mirteo und Scitalce kommen nun mit ihrem Gefolge, und Tamiri reicht Scitalce das Glas als Zeichen ihrer Wahl. Scitalce ist nun jedoch wieder unentschlossen. Nach einigem Zögern lehnt er ab und bittet Tamiri, sich einen würdigeren Bräutigam zu wählen. Ircano wirft ihm vor, Tamiri zu beleidigen und drängt ihn, zu trinken. Tamiri jedoch fühlt sich nicht beleidigt, sondern wählt nun Ircano als Gatten und reicht diesem den Becher. Weil er von dem Gift weiß, wirft er den Becher zu Boden. Nun ist Tamiri tatsächlich beleidigt und fordert Rache. Scitalce habe sie durch seine Weigerung entehrt und müsse daher sterben. Wer sie zur Braut nehmen wolle, müsse ihn töten. Sie verlässt den Saal. Nun streiten Ircano und Mirteo um das Vorrecht, mit Scitalce zu kämpfen und Tamiri zu erobern. Da greift Nino/Semiramide ein. Sie lässt Scitalce gefangen nehmen und überantwortet ihn der Aufsicht Sibaris. Nino/Semiramide und Mirteo sind verwundert über Ircanos Verhalten, der Tamiris Wahl erst abgelehnt habe und nun wieder um sie kämpfen möchte. Er erklärt, es habe ihm nun einmal so gefallen, und er beobachte gerne das Leid der anderen. Nachdem er gegangen ist, beklagt sich Mirteo bei Nino/Semiramide, dass Tamiri ihm so jemanden vorgezogen habe. Semiramide tröstet ihn und verspricht ihm ihre Unterstützung. Sie selbst hat durch Scitalces/Idrenos Ablehnung wieder Hoffnung gewonnen, dass er sie trotz allem liebt.
Ebenerdiges Zimmer mit Blick in die königlichen Gärten
Ircano versucht Sibari zu zwingen, Tamiri die Wahrheit über den Giftanschlag zu sagen, um zu erklären, weshalb er den Becher fortgeworfen hat. Sibari hat jedoch einen anderen Vorschlag. Er will Tamiri vom Euphrat aus entführen und Ircano übergeben. Dazu braucht er jedoch die Hilfe von Ircanos Seeleuten. Ircano verspricht ihm seine Unterstützung.
Mirteo berichtet Tamiri von Scitalces Festnahme durch Nino und bekräftigt ihr seine Liebe. Sie mag jedoch keinen so trübsinnigen Liebhaber und weist ihn ab.
Semiramide versucht, sich mit Scitalce/Idreno zu versöhnen. Er glaubt jedoch immer noch, dass sie ihm damals untreu war. Ihn reut lediglich, dass sein Mordversuch fehlgeschlagen ist.

### Dritter Akt
Feld am Ufer des Euphrat
Auf einer Seite sieht man die königlichen Gärten mit geöffneten Toren. Im Fluss stehen Schiffe, die anschließend in Brand geraten.
Die assyrischen Wachen befinden sich im Kampf gegen skythische Soldaten, die schließlich unterliegen. Ircano kämpft mit Mirteo. Es gelingt Mirteo, ihn zu überwältigen und zu entwaffnen. Ircano wird von den assyrischen Wachen abgeführt. Sibari berichtet, dass Ircanos Leute in die Flucht geschlagen wurden. Um Mirteo weiter gegen Scitalce aufzubringen, verrät er ihm dessen wahre Identität als Idreno, der in Ägypten seine Schwester Semiramide entführt hatte. Insgeheim hofft er, den Weg zu Semiramides Thron für sich selbst freiräumen zu können.
Eine an die königlichen Zimmer angrenzende Galerie
Semiramide beschließt, Ircano zu verbannen. Sie macht sich jedoch auch Sorgen wegen Mirteo und fürchtet, dass er sie und Scitalce/Idreno erkannt haben könnte. Diesen Verdacht teilt sie Scitalce mit und schlägt ihm vor, sie zu heiraten. Dadurch wäre er nicht mehr Mirteos Rivale bei Tamiri, und dieser wäre ruhiggestellt. Durch ein Bündnis mit Ägypten sei auch ihr eigener Thron gesichert, selbst wenn ihre wahre Identität aufgedeckt würde. Scitalice ist jedoch immer noch fest von ihrer Treulosigkeit überzeugt und lehnt ab. Trotz ihrer Enttäuschung lässt Semiramide ihn frei. Scitalces Glaube an ihre Untreue schwindet allmählich.
Scitalce bittet Tamiri um Verzeihung für seine vorige Ablehnung und beteuert ihr seine Liebe. Mirteo kommt hinzu und drängt ihn zum vereinbarten Zweikampf um Tamiri. Obwohl diese keinerlei Interesse mehr an dem Kampf hat, besteht Scitalce weiterhin darauf. Er geht, um draußen auf Mirteo zu warten. Mirteo wirft nun Tamiri vor, ihn zu ignorieren. Sie erklärt ihm, dass sie zwar seine Verdienste schätze, sich aber für Scitalce entschieden habe.
Ein prächtiges Amphitheater voller Zuschauer
Im Hintergrund sieht man die Stadt Babylon. Auf einer Seite steht ein prunkvoller Thron.
Im Beisein Sibaris erzählt Ircano Nino/Semiramide von Sibaris Untaten, dem vergifteten Trunk und dem Entführungsversuch. Als Sibari leugnet, geht Ircano mit dem Säbel auf ihn los, wird aber von Nino/Semiramide zurückgehalten. Sie lässt das Zeichen zum Beginn des Zweikampfes geben. Unter Trompetenschall betreten die Kontrahenten Mirteo und Scitalce die Szene. Bevor der Kampf beginnen kann, erscheint jedoch Tamiri und unterbricht sie, weil sie ihren Rachewunsch aufgegeben hat. Mirteo erklärt jedoch, nicht ihretwegen zu kämpfen, sondern sich selbst rächen zu wollen. Scitalce habe unter dem Namen Idreno seine Schwester aus Ägypten entführt. Sibari sei sein Zeuge. Scitalce gibt nun zu, Idreno zu sein und seine Schwester nach der gemeinsamen Flucht angegriffen zu haben. Zu seiner Verteidigung zieht er das Blatt hervor, dass er damals von Sibari erhalten hatte. Darin erklärt dieser, dass Semiramide einen anderen Liebhaber habe und ihm am Nil einen Hinterhalt bereitet habe. Sie habe ihn lediglich zur Flucht überredet, um ihn zu ermorden. Mirteo wundert sich, wie Sibari gleichzeitig der Freund und der Feind Scitalces sein könne, aber Sibari kann keine plausible Antwort für sein Verhalten geben. Semiramide lässt ihn festnehmen, um ihn im Geheimen vernehmen zu lassen. Sibari besteht jedoch darauf, sich sofort an Ort und Stelle zu rechtfertigen. Er erklärt, heimlich in Semiramide verliebt gewesen zu sein und den Brief geschrieben zu haben, um seinen Nebenbuhler Idreno loszuwerden. Er selbst habe dann den Hinterhalt organisiert. Er sei jedoch nicht der einzige, der getäuscht habe, denn der König selbst sei in Wirklichkeit eine Frau. Nun kann Semiramide ihr Geheimnis nicht mehr wahren und erzählt ihre eigene Geschichte. Für den Fall, dass das Volk auf ihrem Rücktritt bestehe, sei sie bereit, die Macht ihrem Sohn zu übergeben. Das Volk bestätigt jedoch ihren Anspruch. Mirteo und Semiramide erkennen sich als Geschwister wieder. Scitalce bittet Semiramide um Vergebung für seine Taten und Tamiri um Verzeihung für sein Liebesversprechen, das er nur im Zorn über Semiramide gegeben habe. Beide verzeihen ihm. Tamiri bietet nun Mirteo ihre Hand. Ircano würde gerne noch Sibari ermorden, aber Semiramide besteht auf allgemeiner Vergebung. Zum Abschluss der Oper preist der Chor die Königin Semiramide.

## Geschichte
Zu den historischen Quellen für dieses Libretto gehört zunächst das erste Buch der nicht erhaltenen Persiká des Ktesias von Knidos, das einige Erzählungen über die sagenhafte Gestalt der Königin Semiramis enthielt. Diese wurden dreihundert Jahre später von Diodor in das zweite Buch seiner Bibliotheca historica aufgenommen. Weitere wichtige Quellen sind das zweite und sechzehnte Buch der Geographica von Strabon, Justins Auszug des ersten Buchs von Pompeius Trogus’ Historiae Philippicae und das erste Buch der Historien des Herodot. Die Orte und Personennamen des Librettos lassen sich größtenteils auf Diodor zurückführen. Bei Metastasio stammt Semiramis jedoch nicht aus Syrien, sondern aus Ägypten. Diesen Unterschied erwähnt er ausdrücklich in seinem oben zitierten Vorwort.
Die Lebenszeit der Semiramis wird in den Quellen unterschiedlich angegeben. Ktesias zufolge lebte sie am Anfang des dritten Jahrtausends v. Chr. Herodot dagegen gibt an, dass sie fünf Generationen vor der im sechsten Jahrhundert v. Chr. über Babylon herrschenden Nitokris lebte. Das passt zu den Lebensdaten der historischen assyrischen Königin Šammuramat, die gelegentlich mit Semiramis identifiziert wird. Diese war die Mutter von Adad-nīrārī III. (810–782 v. Chr.) und regierte nach dem Tod ihres Mannes Šamši-Adad V. (824–810 v. Chr.) möglicherweise anstelle ihres minderjährigen Sohnes.
Die Gestalt der Semiramis war sehr beliebt bei Dichtern, Dramatikern und Malern. Die These, dass sie als ihr Sohn verkleidet regierte, findet sich bei Justin. Sie wurde neben Metastasio auch von anderen Dichtern aufgegriffen, so in den spanischen Schauspielen La gran Semíramis von Cristóbal de Virués (1609) und La hija del aire von Pedro Calderón de la Barca (um 1653) und in den französischen Sémiramis–Dramen von Gabriel Gilbert (1646), Nicolas Desfontaines (1647), Madeleine-Angélique de Gomez (1716), Prosper Jolyot Crébillon (1717) und Voltaire (1748). Daneben gab es mehrere andere italienische Libretti wie Semiramis von Pierre-Charles Roy (1718), La Semiramide von Giovanni Andrea Moniglia (1667), Semiramide von Francesco Silvani (1713) und Semiramide in Ascalona von Apostolo Zeno (1725). Insbesondere die Werke von Silvani und Voltaire (in den Bearbeitungen La Vendetta di nino von Pietro Giovannini und Semiramide von Gaetano Rossi) wurden gerne als Opernvorlage genutzt, was teilweise die nur durchschnittliche Verbreitung von Metastasios Libretto erklärt.
Glucks Vertonung von 1748 war seine erste Arbeit für Wien. Sie wurde anlässlich der Wiedereröffnung des Burgtheaters am Geburtstag der Kaiserin Maria Theresia uraufgeführt. 1752 überarbeitete Metastasio den Text für Farinelli, der damals Theaterdirektor in Madrid war. Die Vertonung von Antonio Sacchini wurde 1764 in Rom mit großem Beifall aufgenommen.
Fälschlicherweise Metastasio zugeschrieben werden gelegentlich die Libretti zu den Semiramide-Opern von Leonardo Leo und Giovanni Porta. Beide Opern verwenden ein Libretto von Francesco Silvani.

## Vertonungen
Folgende Komponisten legten dieses Libretto einer Oper zugrunde:
| Komponist                                                             | Uraufführung                                     | Aufführungsort | Anmerkungen |  |
| --------------------------------------------------------------------- | ------------------------------------------------ | -------------- | --- |  |
| Leonardo Vinci                                                        | 6. Februar 1729, Teatro delle Dame               | Rom            | |  |
| Nicola Antonio Porpora                                                | 12. Februar 1729, Teatro San Giovanni Crisostomo | Venedig        | erste Fassung |  |
| Geminiano Giacomelli                                                  | 19. Januar 1730, Teatro Regio Ducale             | Mailand        | auch im Sommer 1732 im Teatro Arcadico in Rimini |  |
| Francesco Araja                                                       | Oktober 1731, Teatro San Bartolomeo              | Neapel         | überarbeitet am 29. Januar 1737 im Neuen Kaiserlichen Theater in Sankt Petersburg |  |
| anonym                                                                | Sommer 1733, Teatro degli Accademici Risvegliati | Pistoia        | viele weitere Aufführungen anonymer Komponisten bzw. Pasticci zwischen 1735 und 1782 in verschiedenen Städten                                                                        |  |
| Georg Friedrich Händel (Pasticcio) → Semiramide riconosciuta (Händel) | 30. Oktober 1733, King’s Theatre am Haymarket    | London         | basierend vorwiegend auf der Fassung von Leonardo Vinci (1729) |  |
| Nicola Antonio Porpora                                                | 20. Januar 1739, Teatro San Carlo                | Neapel         | zweite Fassung; auch am 2. Februar 1743 im Teatro Regio Ducale in Mantua |  |
| Bernardo Aliprandi                                                    | Karneval 1740, Teatro di S.A.S.E. di Baviera     | München        | |  |
| Giovanni Battista Lampugnani                                          | Karneval 1741, Teatro delle Dame                 | Rom            | auch im Sommer 1753 im Teatro delle Vigne in Genua; Karneval 1762 im Teatro Regio Ducale in Mailand                                                                                  |  |
| Antonio Gaetano Pampani                                               | 1741                                             | Fermo          | |  |
| Niccolò Jommelli                                                      | 20. Januar 1742, Teatro Regio                    | Turin          | erste Fassung |  |
| Paolo Scalabrini                                                      | Karneval 1743, Theater am Tummelplatz            | Graz           | auch am 9. Februar 1745 in der Oper am Gänsemarkt in Hamburg; einige Arien stammen von anderen Komponisten                                                                           |  |
| Johann Adolph Hasse                                                   | 4. November 1744, Teatro San Carlo               | Neapel         | erste Fassung; auch am 26. Dezember 1744 im Teatro San Giovanni Crisostomo in Venedig; im September 1745 im Teatro de’ signori Accademici Candidi Uniti in San Giovanni in Persiceto |  |
| Domènech Terradellas                                                  | 2. Januar 1746, Teatro della Pergola             | Florenz        | |  |
| Johann Adolph Hasse                                                   | 11. Januar 1747, Hoftheater                      | Dresden        | zweite Fassung; auch 1748 im Teatro dell’Accademia degli Erranti in Brescia |  |
| Christoph Willibald Gluck                                             | 14. Mai 1748, Burgtheater                        | Wien           | |  |
| Baldassare Galuppi                                                    | 27. Januar 1749, Teatro Regio Ducale             | Mailand        | auch am 30. Oktober 1751 im Teatro Formagliari in Bologna; Karneval 1753 im Nuovo Teatro eines Adligen in Cremona; 1770 im Teatro Italiano in Jerez de la Frontera                   |  |
| Davide Perez                                                          | 3. Februar 1749, Teatro delle Dame               | Rom            | |  |
| Giuseppe Scarlatti                                                    | Karneval 1751, Teatro San Sebastiano             | Livorno        | |  |
| Giuseppe de Majo                                                      | 20. Januar 1751, Teatro San Carlo                | Neapel         | |  |
| Michele Fini                                                          | 24. Januar 1752, Teatro della Pergola            | Florenz        | |  |
| Giovanni Marco Rutini                                                 | Herbst 1752, Nuovo Teatro                        | Prag           | erste Fassung |  |
| Gioacchino Cocchi                                                     | 3. Februar 1753, Teatro San Cassiano             | Venedig        | überarbeitet 1771 im King’s Theatre am Haymarket in London |  |
| Niccolò Jommelli                                                      | Aprilmesse 1753, Teatro Ducale                   | Piacenza       | zweite Fassung; auch am 23. September 1753 im Real Teatro del Buen Retiro in Madrid                                                                                                  |  |
| Francesco Brusa                                                       | 14. Februar 1756, Teatro San Benedetto           | Venedig        | |  |
| Domenico Fischietti                                                   | Junimesse 1759, Teatro Nuovo                     | Padua          | als Semiramide |  |
| Vincenzo Manfredini                                                   | Sommer 1760, Novissimo Teatro                    | Oranienbaum    | |  |
| Johann Adolph Hasse                                                   | 7. Oktober 1760, Königlich-Polnisches Opernhaus  | Warschau       | dritte Fassung |  |
| Niccolò Jommelli                                                      | 11. Februar 1762, Herzogliches Theater           | Stuttgart      | dritte Fassung; auch Karneval 1771 im Teatro de Salvaterra in Lissabon |  |
| Giuseppe Sarti                                                        | Herbst 1762, Det Kongelige Teater                | Kopenhagen     | als Semiramide; überarbeitet zur Himmelfahrtsmesse 1768 im Teatro San Salvatore in Venedig; Karneval 1773 im Königlichen Theater in Prag                                             |  |
| Antonio Sacchini                                                      | 7. Januar 1764, Teatro Argentina                 | Rom            | |  |
| Tommaso Traetta                                                       | Karneval 1765, Teatro San Cassiano               | Venedig        | als Semiramide; auch Karneval 1771 im Teatro di Corte in Modena |  |
| Andrea Bernasconi                                                     | 7. Januar 1765, Neues Hoftheater                 | München        | als Semiramide |  |
| Josef Mysliveček                                                      | 1766, Teatro di Fiera                            | Bergamo        | als Semiramide |  |
| Ferdinando Bertoni                                                    | 3. Mai 1767, Teatro San Carlo                    | Neapel         | |  |
| Pietro Alessandro Guglielmi                                           | 13. August 1776, Teatro San Carlo                | Neapel         | |  |
| Giovanni Marco Rutini                                                 | 1780, Hoftheater                                 | Dresden        | zweite Fassung |  |
| Antonio Salieri                                                       | Karneval 1782, Hoftheater                        | München        | als Semiramide |  |
| Giacomo Meyerbeer                                                     | Karneval 1819, Teatro Regio                      | Turin          | Libretto überarbeitet in zwei Akten von Gaetano Rossi; auch im April 1820 im Teatro Comunale in Bologna mit Bühnenbildern von Antonio Basoli                                         |  |

## Aufnahmen und Aufführungen in neuerer Zeit
- Georg Friedrich Händel/Leonardo Vinci:
  - Im September und Oktober 2013 gab es mehrere Aufführungen in der Kammeroper des Theaters an der Wien mit dem Bach Consort Wien und dem Jungen Ensemble des Theaters an der Wien unter der Leitung von Alan Curtis und der Regie von Francesco Micheli. Die Sänger waren Çiğdem Soyarslan (Semiramide), Gan-ya Ben-gur Akselrod (Tamiri), Andrew Owens (Scitalce), Rupert Enticknap (Mirteo), Igor Bakan (Ircano) und Gaia Petrone (Sibari).[47][48]
- Johann Adolph Hasse:
  - Im April und Mai 2014 fanden im Haus für Musik und Musiktheater der Kunstuniversität Graz zwei szenische Aufführungen mit dem Barockorchester der Fachrichtung Alte Musik der Hochschule für Musik und Theater Leipzig und Studierenden der Kunstuniversität statt. Die musikalische Leitung hatte Susanne Scholz. Die Sänger waren Joowon Chung (Semiramide), Robert McFarlane (Ircano), Senem Demircioglu (Scitalce), Clarissa Thiem (Mirteo), Elsa Dreisig (Tamiri) und Hannah Berensen (Sibari).[49][50]
- Giacomo Meyerbeer:
  - Am 9. Juli 2005 entstand eine Aufnahme vom Musikfestival Rossini in Wildbad mit dem Rossini Chor Altensteig und der Württembergischen Philharmonie Reutlingen unter der Leitung von Richard Bonynge. Es sangen Deborah Riedel (Semiramide), Philippo Adami (Arcano), Fiona Janes (Scitalce), Wojtek Gierlach (Mirteo), Olga Peretyatko (Tamiri) und Leonardo Silva (Sibari). Der Mitschnitt wurde am 8. Oktober 2005 auf Deutschlandradio Kultur ausgestrahlt und erschien 2006 auf CD.[51][52]
  - 2007 erschien eine CD mit dem Orchestra Internazionale d’Italia und dem Slovak Choir of Bratislava unter der Leitung von Rani Calderon. Es sangen Clara Polito, Eufemia Tufano, Aldo Caputo, Federico Sacchi, Stefania Grasso und Roberto de Biasia.[53]
- Nicola Porpora:
  - Im Mai 2003 gab es eine Aufführungsreihe im Teatro Dovizi in Bibbiena unter der Leitung von Massimiliano Carraro. Bühnenbild und Kostüme stammten von Massimo Gasparon. Es sangen Giacinta Nicotra (Semiramide), Stefania Donzelli (Mirteo), Simone Polacchi (Ircano), Sara Allegretta (Scitalce), Daniele Tonini (Sibari) und Alexandra Zabala (Tamiri).[54] Ein Video-Mitschnitt ist bei YouTube zu finden. Auch MP3-Dateien sind als Download erhältlich.
  - Am 8. Juli 2011 fand eine Aufführung im Cour des Hospices in Beaune mit der Accademia Bizantina unter der Leitung von Stefano Montanari statt. Es sangen Delphine Galou (Semiramide), Teodora Gheorghiu (Mirteo), Juan Sancho (Ircano), Blandine Staskiewicz (Scitalce), Mary-Ellen Nesi (Sibari) und Maria Grazia Schiavo (Tamiri).[54]

## Digitalisate
1. ↑  Johann Anton Koch: Des Herrn Abt Peter Metastasio Kayserl. Königl. Hofpoetens Dramatische Gedichte, aus dem Italiänischen übersetzt. Dritter Band. Krauß, Frankfurt und Leipzig 1771 als Digitalisat beim Münchener Digitalisierungszentrum.
2. ↑  Johann Anton Koch: Des Herrn Abt Peter Metastasio Kayserl. Königl. Hofpoetens Dramatische Gedichte, aus dem Italiänischen übersetzt. Achter Band. Krauß, Frankfurt und Leipzig 1776 als Digitalisat beim Münchener Digitalisierungszentrum.
3. 1 2  Libretto (italienisch/deutsch) der Oper von Andrea Bernasconi, München 1765 als Digitalisat beim Münchener Digitalisierungszentrum.
4. 1 2  Libretto (italienisch/deutsch) der Oper von Antonio Salieri, München 1782 als Digitalisat beim Münchener Digitalisierungszentrum.
5. ↑  Libretto (italienisch)  der Oper von Leonardo Vinci, Rom 1729. Digitalisat im Corago-Informationssystem der Universität Bologna.
6. ↑  Partitur der Oper von Leonardo Vinco als Digitalisat beim International Music Score Library Project.
7. ↑  Libretto (italienisch)  der Oper von Nicola Porpora, Venedig 1729. Digitalisat im Corago-Informationssystem der Universität Bologna.
8. ↑  Libretto (italienisch)  der Oper von Geminiano Giacomelli, Mailand 1730. Digitalisat im Corago-Informationssystem der Universität Bologna.
9. ↑  Partitur der Oper von Nicola Antonio Porpora, 1739 als Digitalisat beim International Music Score Library Project.
10. ↑  Libretto (italienisch)  der Oper von Bernardo Aliprandi, München 1740. Digitalisat im Corago-Informationssystem der Universität Bologna.
11. ↑  Libretto (italienisch)  der Oper von Giovanni Battista Lampugnani, Mailand 1761. Digitalisat im Corago-Informationssystem der Universität Bologna.
12. ↑  Partitur der Oper von Giovanni Battista Lampugnani als Digitalisat beim International Music Score Library Project.
13. 1 2  Partitur der Oper von Niccolò Jommelli, 1743 und 1753 als Digitalisat beim International Music Score Library Project.
14. ↑  Libretto (italienisch/deutsch) der Oper von Paolo Scalabrini, Graz 1743 als Digitalisat bei Google Books.
15. ↑  Libretto (italienisch)  der Oper von Johann Adolph Hasse, Venedig 1745. Digitalisat im Corago-Informationssystem der Universität Bologna.
16. ↑  Partitur der Oper von Johann Adolph Hasse, 1747 als Digitalisat beim International Music Score Library Project.
17. ↑  Libretto (italienisch) der Oper von Domènech Terradellas, Florenz 1746 als Digitalisat im Museo internazionale e biblioteca della musica di Bologna.
18. ↑  Libretto (italienisch)  der Oper von Baldassare Galuppi, Mailand 1749. Digitalisat im Corago-Informationssystem der Universität Bologna.
19. ↑  Libretto (italienisch)  der Oper von Baldassare Galuppi, Bologna 1751. Digitalisat im Corago-Informationssystem der Universität Bologna.
20. ↑  Libretto (italienisch)  der Oper von David Perez, Rom 1749. Digitalisat im Corago-Informationssystem der Universität Bologna.
21. ↑  Libretto (italienisch)  der Oper von Niccolò Jommelli, Piacenza 1753. Digitalisat im Corago-Informationssystem der Universität Bologna.
22. ↑  Libretto (italienisch/spanisch) der Oper von Niccolò Jommelli, Madrid 1753 als Digitalisat im Internet Archive.
23. ↑  Libretto (italienisch) der Oper von Gian Francesco Brusa, Venedig 1756 als Digitalisat im Museo internazionale e biblioteca della musica di Bologna.
24. ↑  Libretto (italienisch) der Oper von Domenico Fischietti, Padua 1759 als Digitalisat bei Google Books.
25. ↑  Libretto (italienisch)  der Oper von Niccolò Jommelli, Lissabon 1771. Digitalisat im Corago-Informationssystem der Universität Bologna.
26. ↑  Libretto (italienisch)  der Oper von Giuseppe Sarti, Venedig 1768. Digitalisat im Corago-Informationssystem der Universität Bologna.
27. ↑  Libretto (italienisch) der Oper von Antonio Sacchini, Rom 1764 als Digitalisat im Museo internazionale e biblioteca della musica di Bologna.
28. ↑  Libretto (italienisch)  der Oper von Tommaso Traetta, Venedig 1765. Digitalisat im Corago-Informationssystem der Universität Bologna.
29. ↑  Libretto (italienisch)  der Oper von Tommaso Traetta, Modena 1771. Digitalisat im Corago-Informationssystem der Universität Bologna.
30. ↑  Libretto (italienisch) der Oper von Pietro Alessandro Guglielmi, Neapel 1776 als Digitalisat im Museo internazionale e biblioteca della musica di Bologna.
31. ↑  Libretto (italienisch) der Oper von Giacomo Meyerbeer, Turin 1819 als Digitalisat beim Münchener Digitalisierungszentrum.